# Vincent Cotroni
Vincenzo Cotroni ou Vincent Cotroni (né le 11 novembre 1910 à Mammola et mort le 16 ou le 19 septembre 1984 à Montréal), dit Vic (l'Œuf), est le fondateur de la famille mafieuse Cotroni.

## Origines
Né à Mammola en Calabre, Vincent Cotroni (Vincenzo en italien) est le fils de Nicodemo, un menuisier qui a immigré à Montréal en 1924 avec ses sept enfants. Il est l'aîné, les trois autres fils se nommant Giuseppe (dit Peppe), Frank et Michel. Il travaille d'abord comme aide-menuisier pour son père puis fait la connaissance d'Armand Courville qui l'initie à la lutte professionnelle. Il se fait un nom dans ce sport pendant les années 1930 et y gagne son surnom de Vic. Durant la même période, il se fait parfois arrêter pour vols, possession de fausse monnaie, vente illégale de boisson ainsi que coups et blessures. Mais il ne reste pas longtemps en prison et les charges sont souvent abandonnées faute de preuves suffisantes.
À partir de 1942, il se lance dans les affaires. Avec son associé, Armand Courville, il fait l'acquisition du bar Le Café Royal, situé dans ce que l'on appelait alors le Red Light de Montréal. Deux ans plus tard, il achète un autre bar, Le Café Val d'Or, dont il change le nom (en 1947) en Cabaret Au Faisan Doré et qui devient, dans les années qui suivent, le cabaret le plus célèbre du pays. Il fait en effet venir des personnalités aussi connues que Charles Aznavour, Tino Rossi et Bourvil, qui y donnent des prestations. Des artistes québécois commencent également à y faire carrière. Citons Jacques Normand, Roger Baulu, Jean Rafa, Denise Filiatrault, Gilles Pellerin et Fernand Gignac. Sous une façade respectable, le cabaret Au Faisan Doré, situé au coin de la rue Sainte-Catherine et du boulevard Saint-Laurent, se transforme vite en l'un des hauts lieux de la pègre locale. En 1945, Cotroni achète également un immeuble sur la rue de Bullion qui devient le cercle des jeux clandestins les plus primés de la ville.
Cotroni se rapproche aussi du Parti libéral et devient l'un de ses organisateurs politiques pendant les campagnes électorales. Il est alors connu pour engager des videurs qui ont la charge de faire sortir le vote, de servir de gardes du corps à certains candidats et parfois de perturber les meetings des partis adverses.

## Le chef de la Mafia
En 1954, Joseph Bonanno, l'un des cinq parrains de la mafia newyorkaise, décide de prendre le contrôle du crime organisé à Montréal et y envoie son second, Carmine Galante, afin de s'en occuper. Le contrôle se fait pacifiquement. Vincent Cotroni, Luigi Greco   et les autres chefs mafieux acceptent de se placer sans protester sous l'autorité de la famille Bonanno. Galante y dirige les affaires jusqu'en 1958, mais est arrêté cette année pour trafic d'héroïne, à peu près en même temps que Giuseppe Cotroni, le frère de Vincent. Les deux hommes passeront de nombreuses années en prison avant d'être libérés au début des années 1970.
Dès lors, c'est Cotroni qui prend les affaires en main, et les Bonanno acceptent de lui faire confiance. Ses activités sont tellement discrètes qu'il ne fera aucune manchette de journaux avant 1966. Il dirige la vente de stupéfiants et les réseaux de prostitution du pays. William O'Bront, un magnat qui a fait sa fortune dans le commerce de la viande, lui sert de banquier pour faire ses blanchiments d'argent.
C'est en 1966 que le public entend parler de Cotroni pour la première fois lorsque le magazine ontarien Maclean's publie une série d'articles sur la mafia canadienne et place Vic Cotroni à sa tête. Celui-ci décide de poursuivre la revue pour  1 725 000 $ et le procès a lieu en 1972. Cotroni y témoigne. Il déclare au juge qu'il ne sait ni lire ni écrire, qu'il a été honnête toute sa vie et qu'il a fait sa fortune en misant sur les courses de chevaux. Il avoue ses peccadilles des années 1930 mais affirme que les dons qu'il fait aux églises de Montréal et aux organismes de charité peuvent à son avis suffire à lui faire pardonner ses frasques anciennes. Le juge, qui n'a aucune preuve qu'il s'agit du parrain montréalais mais qui est sceptique quant à ses affirmations, consent à ce que le Maclean lui donne 2 $ comme compensation, 1 $ pour la version anglophone et 1 $ pour la version francophone.

## Les dernières années
Au milieu des années 1970, les activités de Cotroni sont perturbées par la Commission d'enquête sur le crime organisé (CECO) créée par le gouvernement Bourassa. Il passe devant les juges enquêteurs le 30 novembre 1973 et y nie être le Parrain. Deux ans plus tard, cependant, la CECO met au jour un réseau de distribution de viande avariée dans lequel il a été impliqué. Lui et William O'Bront avaient créé la Reggio Food dans les années 1960, et cette compagnie était devenue le distributeur attitré de viande pour Expo 67. Les deux hommes en avaient profité pour y refiler de la viande avariée, ce qui n'est su que plusieurs années plus tard. Obront est condamné mais Cotroni, une fois de plus, n'est pas inquiété, faute de preuves suffisantes.
Entretemps, vieillissant, il a commencé à organiser sa succession. Il divise d'abord ses responsabilités en quatre équipes dirigées par son frère Frank, Nicolas Dilorio, Luigi Greco et Paolo Violi. Trouvant probablement son frère trop imprévisible, il lui préfère Paolo Violi, un Calabrais de Toronto qui s'est installé à Montréal au début des années 1970. Celui-ci devient petit à petit le numéro 2 de l'organisation car il lui revient le droit de gérer de plus en plus les affaires quotidiennes.
À la fin des années 1970, la guerre éclate entre les Calabrais de Violi et le clan sicilien, dirigé par Nicolo Rizzuto et son fils Vito. Violi et ses frères sont assassinés les uns après les autres et les Rizzuto parviennent à prendre le contrôle de l'organisation. Cotroni ne semble pas avoir pris parti, ce qui fait qu'il n'est pas inquiété.
Vincent Cotroni meurt d'un cancer le mercredi 19 septembre 1984 à l'âge de 73 ans, deux mois avant son 74e anniversaire, à Montréal. Une bonne partie des chefs mafieux d'Italie et des États-Unis assistent à ses funérailles dont le cortège funèbre est composé de 33 corbillards garnis de bouquets et de couronnes de fleurs.

## Famille
Vincent Cotroni a eu deux enfants, une fille, Rosina Cotroni, qu'il a eue avec son épouse, et un enfant illégitime.
Il était l'oncle, par mariage, du lutteur Dino Bravo[réf. nécessaire]. Celui-ci a été abattu de 17 coups de feu le 10 mars 1993 dans une affaire vraisemblablement liée à la mafia. Son petit fils Francesco Cotroni, le fils de  Rosina Cotroni est boxeur.